# St Peter upon Cornhill

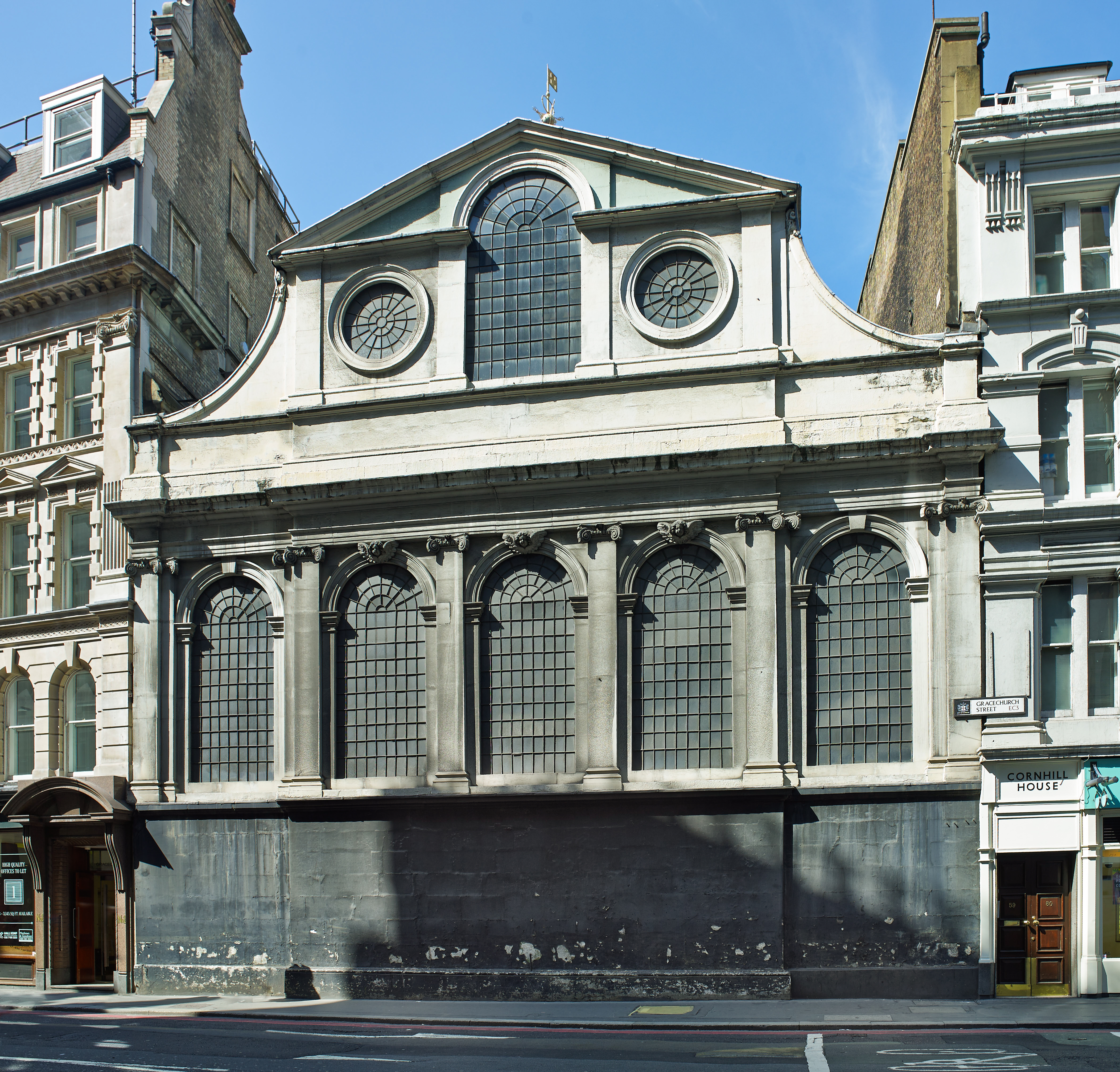
St Peter upon Cornhill, Choransicht in der Gracechurch Street

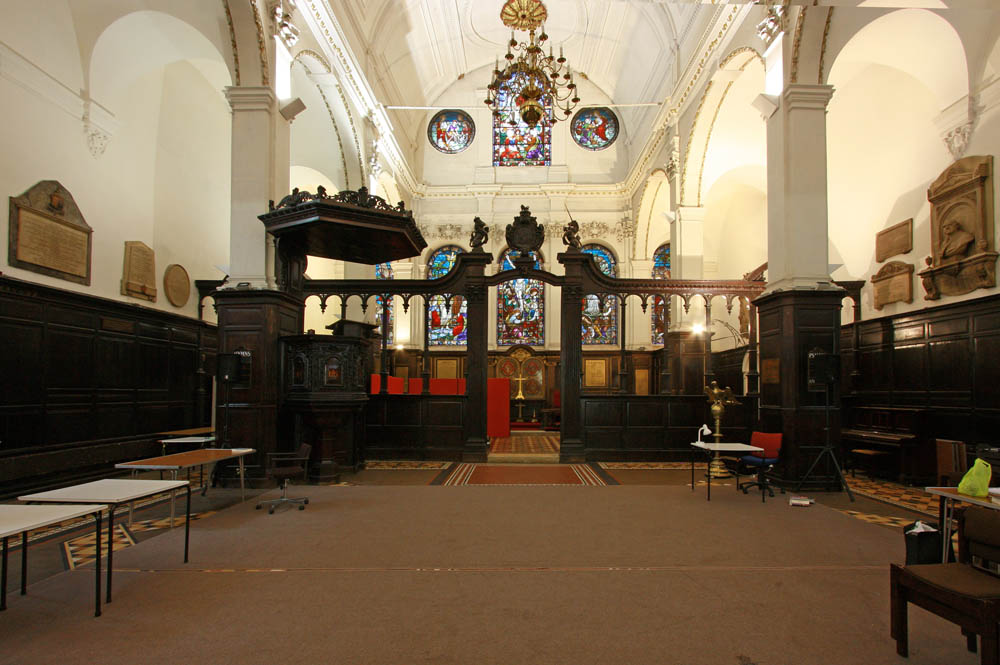
Innenraum

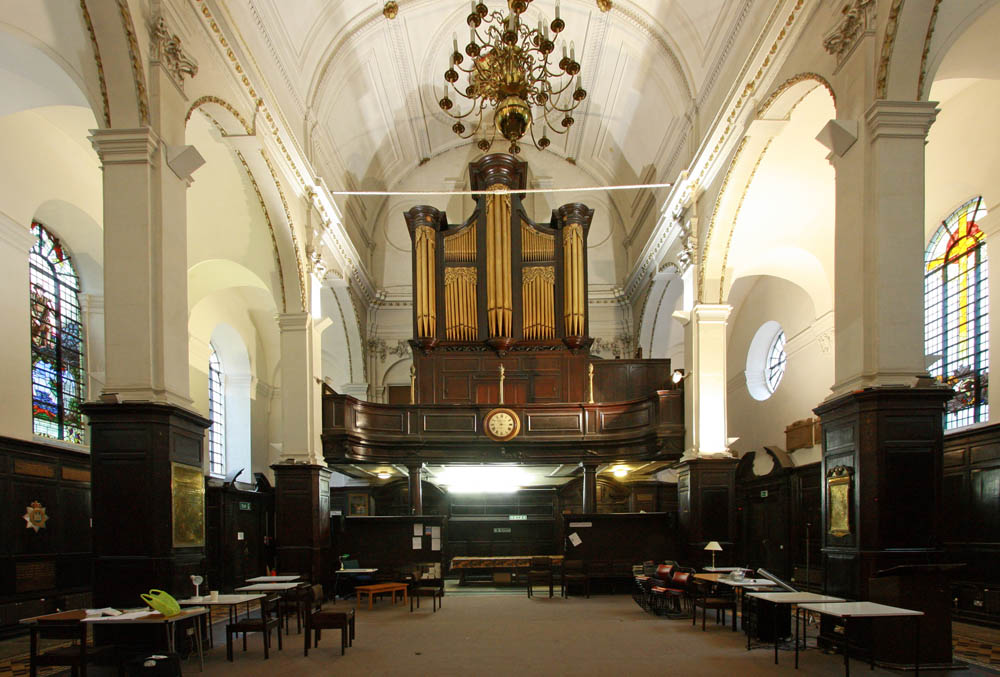
Orgel

St Peter upon Cornhill, ist eine anglikanische Kirche im Londoner Innenstadtbezirk City of London. Nach Auflösung der Pfarrei dient sie heute als ein Gemeindezentrum von St Helen’s Bishopsgate.

## Geschichte
Die dem hl. Petrus geweihte Kirche wurde am höchsten Punkt der Londoner Innenstadt über der um das Jahr 100 errichteten römischen Basilika angelegt, der Überlieferung nach im Jahre 179 als erzbischöfliche Kathedrale durch den ersten christlichen britischen König Lucius. Die erstmals in einer Schenkungsurkunde von 1039 genannte mittelalterliche Kirche wurde 1666 im Großen Brand von London zerstört und 1677 bis 1684 in verkürzter Form durch  Christopher Wren wiederaufgebaut.

## Architektur
Der von Christopher Wren errichtete Kirchenbau stellt eine dreischiffige Hallenkirche dar, deren Mittelschiff über Arkadenpfeilern mit applizierten korinthischen Pilastern tonnengewölbt ist. Die architektonisch stark gegliederte Choransicht in der Gracechurch Street besteht aus fünf durch ionische Pilaster getrennte Achsen von Rundbogenfenstern, deren mittleren drei risalitartig betont sind, überhöht durch einen klassischen Giebelaufsatz. Die städtebaulich stark verbaute Eingangsseite der Kirche wird von dem in unverputztem Backstein ausgeführten Westturm beherrscht, dessen Glockenstube von einer achtseitigen Kuppel mit schlankem Laternenaufsatz abgeschlossen wird.
Die Kirche hat weitgehend ihre Originalausstattung mit Kanzel, Chorschranke und Vertäfelung behalten. Die Westempore enthält eine Orgel von Bernard Schmidt bzw. Smith, einem aus Halle gebürtigen und seit 1667 in London praktizierenden Orgelbauer. Die figürliche Verglasung der Altarwand mit Geburt Christi, Taufe im Jordan, Kreuzigung, Auferstehung, Himmelfahrt und Schlüsselübergabe an Petrus schuf C. A. Gibbs 1872.